# Juan Carlos Oleniak
Juan Carlos Oleniak (4 de març de 1942) és un exfutbolista argentí.

## Selecció de l'Argentina
Va formar part de l'equip argentí a la Copa del Món de 1962.